# Mattheus Derk Knip
Mattheus Derk Knip (Tilburg, 30 december 1785 - Vught, 24 april 1845) was een Nederlands kunstschilder uit de schildersfamilie Knip. Hij staat hoofdzakelijk bekend om zijn gouaches. Knip staat ook bekend onder de naam ‘Marten Derk Knip’.

## Levensloop
Knip werd geboren op 30 december 1785 in Tilburg. Hij was de zoon van schilder en behangontwerper Nicolaas Frederik Knip (1741-1808) en Anna Elisabeth Drexler  (1753-1788). Mattheus Derk Knip was de broer van kunstschilders Josephus Augustus Knip, Henriëtta Geertrui Knip en Frederik Willem Knip. Het gezin Knip woonde in Tilburg onder andere in de Hasseltstraat 142. Op dat adres is gedenksteen met hun namen ingemetseld.
Knip werd hoogstwaarschijnlijk opgeleid door zijn vader. Daarnaast waren ook zijn oudere broer Josephus en de broers Gerard van Spaendonck en Cornelis van Spaendonck zijn leermeesters.
In 1802 vertrok Knip naar Parijs waar hij tot 1806 verbleef. In Parijs werkte hij samen met zijn broers en zus. Eenmaal terug in Nederland woonde hij afwisselend in Vught en Den Bosch. Knip staat bekend om zijn schilderijen van Brabantse landschappen en stadsgezichten. Ook schilderde hij enkele Italiaanse, Franse en Zwitserse landschappen. Het is niet duidelijk of deze gemaakt zijn aan de hand van schilderijen van zijn broer Josephus of dat hij deze maakte naar aanleiding van studiereizen in het buitenland.
Knip trouwde tweemaal. De eerste keer in 1810 met Elisabeth Ubens. Uit dit huwelijk kwam onder meer zijn zoon Henri Knip voort. Zijn tweede huwelijk was met Cornelia Adriana van Hoften in 1822.
Knip werkte onder meer samen met zijn zoon Henri Knip. Doordat veel werken van Mattheus Derk Knip niet zijn gesigneerd is de ware omvang van zijn oeuvre niet bekend. Aangezien hij en de andere leden van de familie Knip veelal dezelfde onderwerpen schilderde, zijn de ongesigneerde werken van de familie Knip soms lastig toe te schrijven aan een specifiek lid van de familie.

## Tentoonstelling
Tijdens zijn leven exposeerde Knip waarschijnlijk tijdens de Paris Salon van 1804 en 1806. In april 1988 werd het werk van drie generaties Knip, in totaal acht leden van de familie, tentoongesteld in het Noordbrabants museum in Den Bosch.

## Publicaties
- Kuyvenhoven, F., & Peeters, R. (1988). De familie Knip: drie generaties kunstenaars uit Noord-Brabant. Waanders.

## Beperkte stamboom familie Knip
|                        |                        |                        |                        |                        |                        |  |  |                       |                       | Nicolaas Frederik Knip | Nicolaas Frederik Knip | Nicolaas Frederik Knip | Nicolaas Frederik Knip | Nicolaas Frederik Knip | Nicolaas Frederik Knip |              |              | Anna Elisabeth Drexler | Anna Elisabeth Drexler | Anna Elisabeth Drexler | Anna Elisabeth Drexler | Anna Elisabeth Drexler | Anna Elisabeth Drexler |                    |                    |             |             |                 |                 |                 |                 |                 |                 |  |  |                         |                         |                         |                         |                         |                         |  |  |  |  |  |  |                      |                      |                      |                      |                      |                      |
|                        |                        |                        |                        |                        |                        |  |  |                       |                       | Nicolaas Frederik Knip | Nicolaas Frederik Knip | Nicolaas Frederik Knip | Nicolaas Frederik Knip | Nicolaas Frederik Knip | Nicolaas Frederik Knip |              |              | Anna Elisabeth Drexler | Anna Elisabeth Drexler | Anna Elisabeth Drexler | Anna Elisabeth Drexler | Anna Elisabeth Drexler | Anna Elisabeth Drexler |                    |                    |             |             |                 |                 |                 |                 |                 |                 |  |  |                         |                         |                         |                         |                         |                         |  |  |  |  |  |  |                      |                      |                      |                      |                      |                      |
|                        |                        |                        |                        |                        |                        |  |  |                       |                       |                        |                        |                        |                        |                        |                        |              |              |                        |                        |                        |                        |                        |                        |                    |                    |             |             |                 |                 |                 |                 |                 |                 |  |  |                         |                         |                         |                         |                         |                         |  |  |  |  |  |  |                      |                      |                      |                      |                      |                      |
|                        |                        |                        |                        |                        |                        |  |  |                       |                       |                        |                        |                        |                        |                        |                        |              |              |                        |                        |                        |                        |                        |                        |                    |                    |             |             |                 |                 |                 |                 |                 |                 |  |  |                         |                         |                         |                         |                         |                         |  |  |  |  |  |  |                      |                      |                      |                      |                      |                      |
| Josephus Augustus Knip | Josephus Augustus Knip | Josephus Augustus Knip | Josephus Augustus Knip | Josephus Augustus Knip | Josephus Augustus Knip |  |  | Cornelia van Leeuwen  | Cornelia van Leeuwen  | Cornelia van Leeuwen   | Cornelia van Leeuwen   | Cornelia van Leeuwen   | Cornelia van Leeuwen   |                        |                        |              |              |                        |                        | Mattheus Derk Knip     | Mattheus Derk Knip     | Mattheus Derk Knip     | Mattheus Derk Knip     | Mattheus Derk Knip | Mattheus Derk Knip |             |             | Elisabeth Ubens | Elisabeth Ubens | Elisabeth Ubens | Elisabeth Ubens | Elisabeth Ubens | Elisabeth Ubens |  |  | Henriëtta Geertrui Knip | Henriëtta Geertrui Knip | Henriëtta Geertrui Knip | Henriëtta Geertrui Knip | Henriëtta Geertrui Knip | Henriëtta Geertrui Knip |  |  |  |  |  |  | Frederik Willem Knip | Frederik Willem Knip | Frederik Willem Knip | Frederik Willem Knip | Frederik Willem Knip | Frederik Willem Knip |
| Josephus Augustus Knip | Josephus Augustus Knip | Josephus Augustus Knip | Josephus Augustus Knip | Josephus Augustus Knip | Josephus Augustus Knip |  |  | Cornelia van Leeuwen  | Cornelia van Leeuwen  | Cornelia van Leeuwen   | Cornelia van Leeuwen   | Cornelia van Leeuwen   | Cornelia van Leeuwen   |                        |                        |              |              |                        |                        | Mattheus Derk Knip     | Mattheus Derk Knip     | Mattheus Derk Knip     | Mattheus Derk Knip     | Mattheus Derk Knip | Mattheus Derk Knip |             |             | Elisabeth Ubens | Elisabeth Ubens | Elisabeth Ubens | Elisabeth Ubens | Elisabeth Ubens | Elisabeth Ubens |  |  | Henriëtta Geertrui Knip | Henriëtta Geertrui Knip | Henriëtta Geertrui Knip | Henriëtta Geertrui Knip | Henriëtta Geertrui Knip | Henriëtta Geertrui Knip |  |  |  |  |  |  | Frederik Willem Knip | Frederik Willem Knip | Frederik Willem Knip | Frederik Willem Knip | Frederik Willem Knip | Frederik Willem Knip |
|                        |                        |                        |                        |                        |                        |  |  |                       |                       |                        |                        |                        |                        |                        |                        |              |              |                        |                        |                        |                        |                        |                        |                    |                    |             |             |                 |                 |                 |                 |                 |                 |  |  |                         |                         |                         |                         |                         |                         |  |  |  |  |  |  |                      |                      |                      |                      |                      |                      |
|                        |                        |                        |                        |                        |                        |  |  |                       |                       |                        |                        |                        |                        |                        |                        |              |              |                        |                        |                        |                        |                        |                        |                    |                    |             |             |                 |                 |                 |                 |                 |                 |  |  |                         |                         |                         |                         |                         |                         |  |  |  |  |  |  |                      |                      |                      |                      |                      |                      |
| Augustus Knip          | Augustus Knip          | Augustus Knip          | Augustus Knip          | Augustus Knip          | Augustus Knip          |  |  | Henriëtte Ronner-Knip | Henriëtte Ronner-Knip | Henriëtte Ronner-Knip  | Henriëtte Ronner-Knip  | Henriëtte Ronner-Knip  | Henriëtte Ronner-Knip  |                        |                        | Feico Ronner | Feico Ronner | Feico Ronner           | Feico Ronner           | Feico Ronner           | Feico Ronner           |                        |                        | Henri Knip         | Henri Knip         | Henri Knip  | Henri Knip  | Henri Knip      | Henri Knip      |                 |                 |                 |                 |  |  |                         |                         |                         |                         |                         |                         |  |  |  |  |  |  |                      |                      |                      |                      |                      |                      |
| Augustus Knip          | Augustus Knip          | Augustus Knip          | Augustus Knip          | Augustus Knip          | Augustus Knip          |  |  | Henriëtte Ronner-Knip | Henriëtte Ronner-Knip | Henriëtte Ronner-Knip  | Henriëtte Ronner-Knip  | Henriëtte Ronner-Knip  | Henriëtte Ronner-Knip  |                        |                        | Feico Ronner | Feico Ronner | Feico Ronner           | Feico Ronner           | Feico Ronner           | Feico Ronner           |                        |                        | Henri Knip         | Henri Knip         | Henri Knip  | Henri Knip  | Henri Knip      | Henri Knip      |                 |                 |                 |                 |  |  |                         |                         |                         |                         |                         |                         |  |  |  |  |  |  |                      |                      |                      |                      |                      |                      |
|                        |                        |                        |                        |                        |                        |  |  |                       |                       |                        |                        |                        |                        |                        |                        |              |              |                        |                        |                        |                        |                        |                        |                    |                    |             |             |                 |                 |                 |                 |                 |                 |  |  |                         |                         |                         |                         |                         |                         |  |  |  |  |  |  |                      |                      |                      |                      |                      |                      |
|                        |                        |                        |                        |                        |                        |  |  |                       |                       |                        |                        |                        |                        |                        |                        |              |              |                        |                        |                        |                        |                        |                        |                    |                    |             |             |                 |                 |                 |                 |                 |                 |  |  |                         |                         |                         |                         |                         |                         |  |  |  |  |  |  |                      |                      |                      |                      |                      |                      |
|                        |                        |                        |                        |                        |                        |  |  | Alfred Ronner         | Alfred Ronner         | Alfred Ronner          | Alfred Ronner          | Alfred Ronner          | Alfred Ronner          |                        |                        | Alice Ronner | Alice Ronner | Alice Ronner           | Alice Ronner           | Alice Ronner           | Alice Ronner           |                        |                        | Emma Ronner        | Emma Ronner        | Emma Ronner | Emma Ronner | Emma Ronner     | Emma Ronner     |                 |                 |                 |                 |  |  |                         |                         |                         |                         |                         |                         |  |  |  |  |  |  |                      |                      |                      |                      |                      |                      |

- Biografisch Portaal: 18351121
- Digitale Bibliotheek voor de Nederlandse Letteren: knip024
- RKD-Nederlands Instituut voor Kunstgeschiedenis: 45076
- Union List of Artist Names: 500001544
- Virtual International Authority File: 95689950